# The Gifted (série télévisée, 2017)
Ne pas confondre avec la série télévisée thaïlandaise homonyme The Gifted (série télévisée, 2018)
Pour les articles homonymes, voir Gifted (homonymie).
The Gifted est une série télévisée américaine en 29 épisodes de 42 minutes créée par Matt Nix, basée sur la série de comics X-Men de Marvel Comics, produite par 20th Century Fox Television et Marvel Television et diffusée du 2 octobre 2017 au 26 février 2019 sur le réseau Fox et en simultané au Canada sur le réseau CTV pour la première saison, puis sur Citytv pour la deuxième saison. Elle se situe dans une chronologie alternative à la série de films, comme la série Legion. En avril 2019, la Fox décide d'annuler la série, après seulement deux saisons.
En France et en Suisse, la série est diffusée depuis le 29 décembre 2017 sur Canal+ Séries et sur CStar depuis le 10 novembre 2018[réf. souhaitée], au Québec, à partir du 30 janvier 2018 sur Vrak et rediffusée à partir du 4 mars 2019 sur Ztélé. Néanmoins, elle reste pour le moment inédite dans les autres pays francophones.

## Synopsis
Reed et Caitlin Strucker prennent la fuite quand ils découvrent que leurs enfants, Lauren et Andy, sont des mutants. Alors que les X-Men ont disparu, ils rejoignent un groupe de mutants fuyant le gouvernement, et s'efforcent dès lors de survivre.

## Fiche technique
Sauf indication contraire, les informations mentionnées dans cette section peuvent être confirmées par la base de données cinématographiques IMDb,  présente dans la section « Liens externes ».
- Titre original : The Gifted
- Créateur : Matt Nix
- Réalisateurs : Bryan Singer (pilote), Jeremiah Chechick, Craig Siebels
- Scenaristes : Matt Nix, Jim Campolongo, Melinda Hsu Taylor
- Producteur : Neal Ahern Jr.
- Producteurs exécutifs : Len Wiseman, Jim Chory, Simon Kinberg, Jeph Loeb, Matt Nix, Lauren Shuler Donner, Bryan Singer
- Coproducteur : Andrew Cholerton
- Musique : David Buckley
- Montage : Steven Lang
- Distribution : Dylann Brander
- Décors : Derek R. Hill, Aaron Haye
- Effets spéciaux de maquillage : Ann-Maree Hurley, Mark Nieman
- Effets spéciaux visuels : Adam Coggin, Christopher D. Martin
- Sociétés de production : Flying Glass of Milk Productions, Donner's Company, Bad Hat Harry Productions, Kinberg Genre, Marvel Television et 20th Century Fox Television
- Société de distribution : Disney-ABC Domestic Television
- Pays d'origine :  États-Unis
- Langue : anglais
- Genre : super-héros, aventure, science-fiction, drame
- Durée : 29 x 43 minutes
- Image : couleurs
- Ratio : 16:9 HD

## Distribution

### Acteurs principaux
- Stephen Moyer (VF : Guillaume Lebon) : Reed Strucker
- Amy Acker (VF : Léa Gabriele) : Caitlin Strucker
- Natalie Alyn Lind (VF : Anne-Charlotte Piau) : Lauren Strucker
- Percy Hynes White (VF : Benjamin Bollen) : Andy Strucker
- Sean Teale (VF : Hugo Brunswick) : Marcos Diaz / Eclipse
- Jamie Chung (VF : Véronique Picciotto) : Clarice Fong / Blink
- Coby Bell (VF : Guildin Tissier) : Jace Turner
- Emma Dumont (VF : Claire Baradat) : Lorna Dane / Polaris
- Blair Redford (VF : Donald Reignoux) : John Proudstar / Thunderbird
- Skyler Samuels (VF : Alice Taurand) : Esme Frost / Sophie Frost / Phoebe Frost (en) (saison 2, récurrente saison 1)
- Grace Gealey (VF : Julie Turin) : Reeva Payge (saison 2)

Photos des acteurs principaux
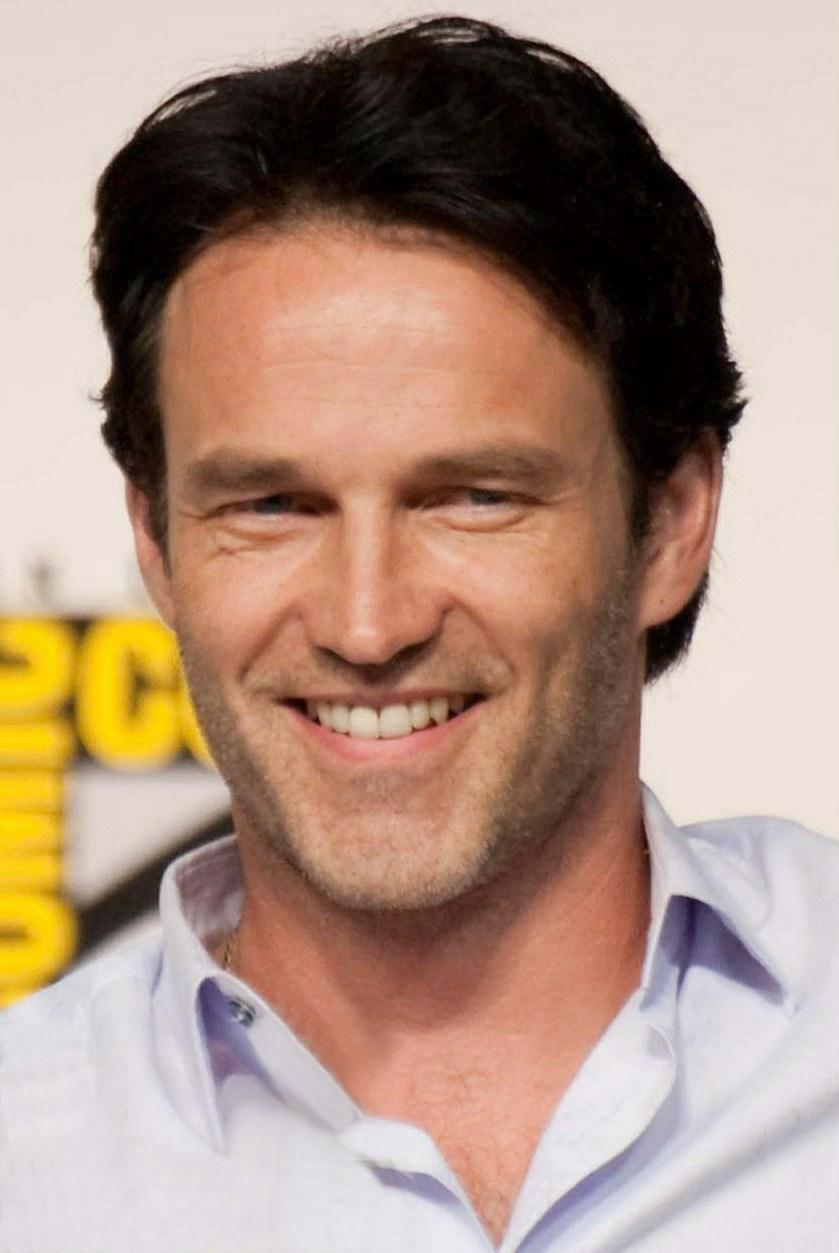
Stephen Moyer interprète Reed Strucker.
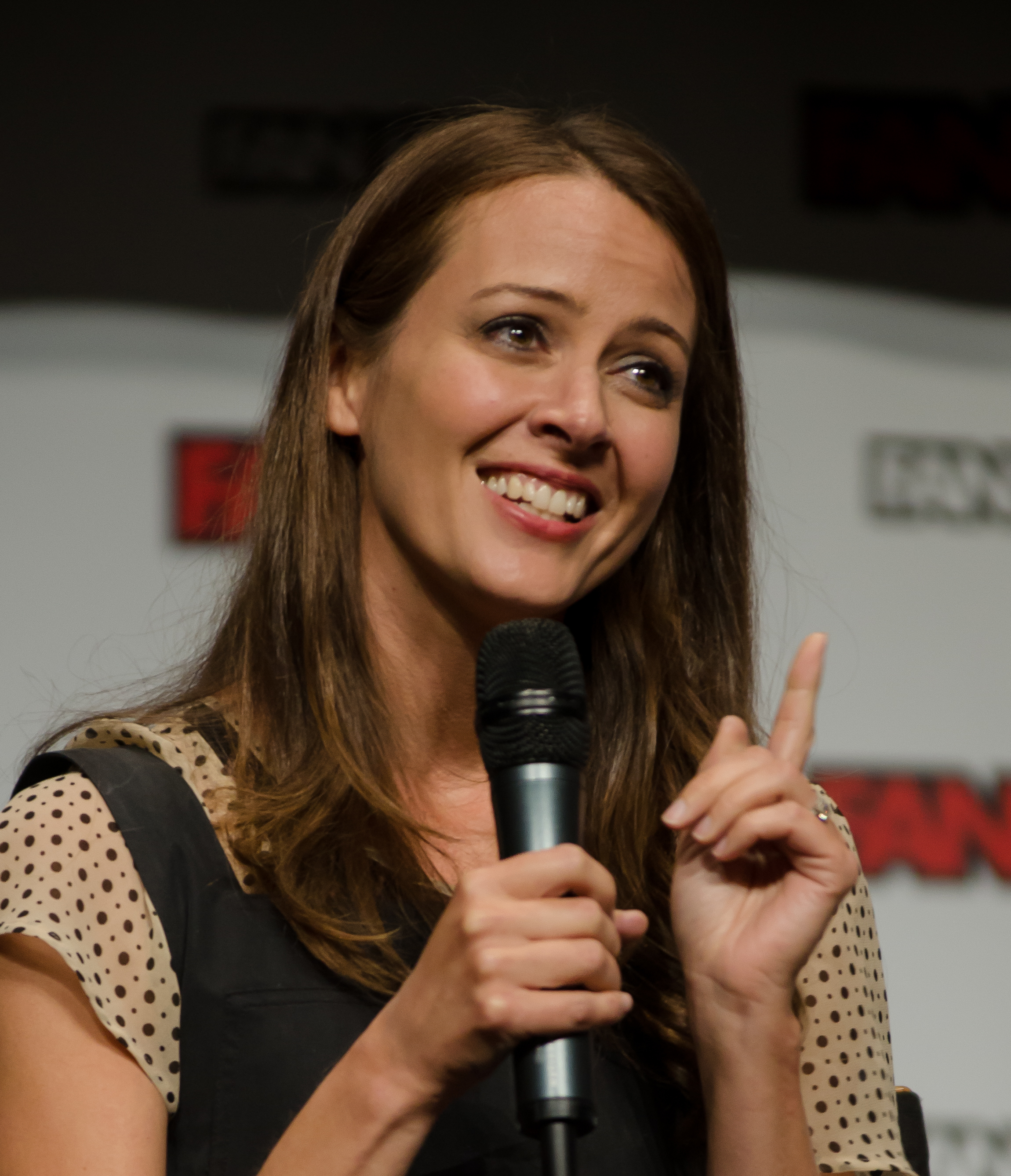
Amy Acker interprète Caitlin Strucker.
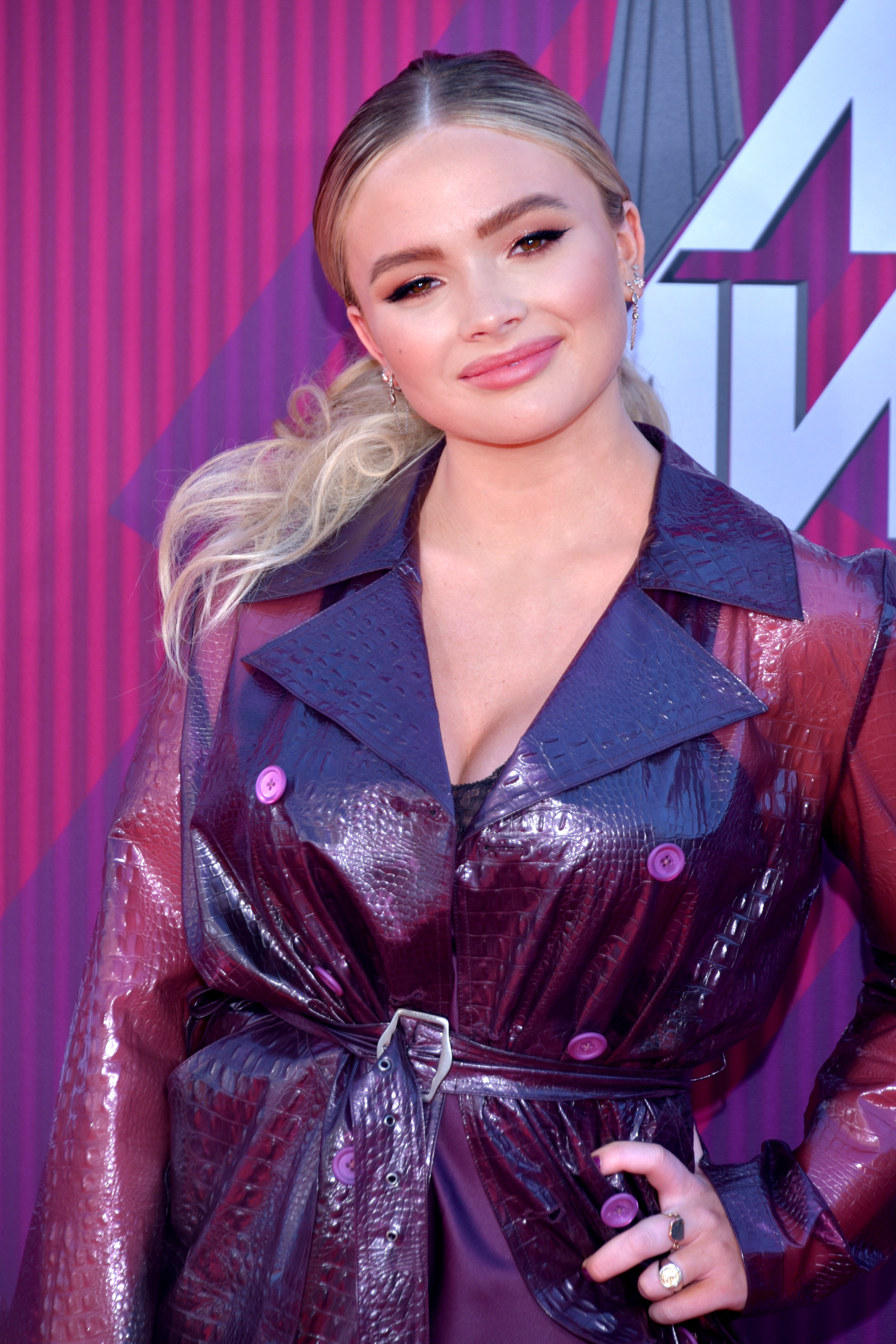
Natalie Alyn Lind interprète Lauren Strucker.
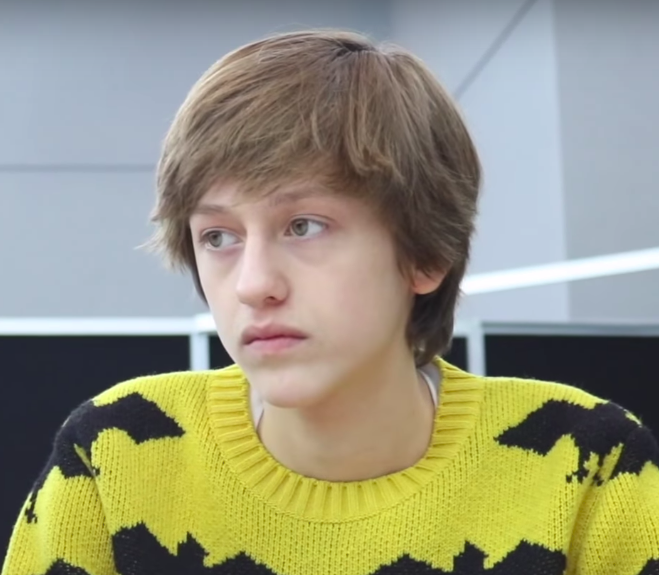
Percy Hynes White interprète Andy Strucker.
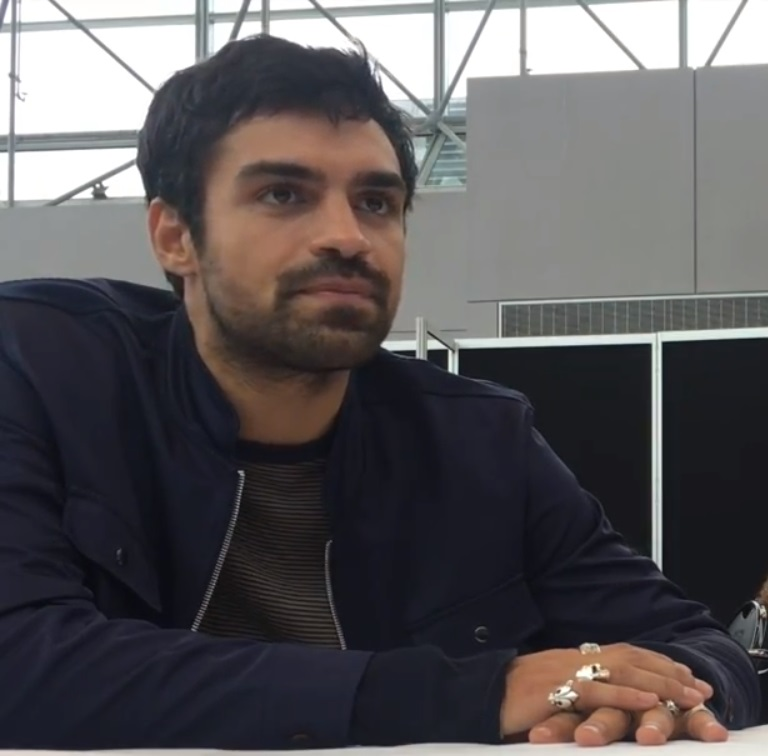
Sean Teale interprète Marcos Diaz / Eclipse.
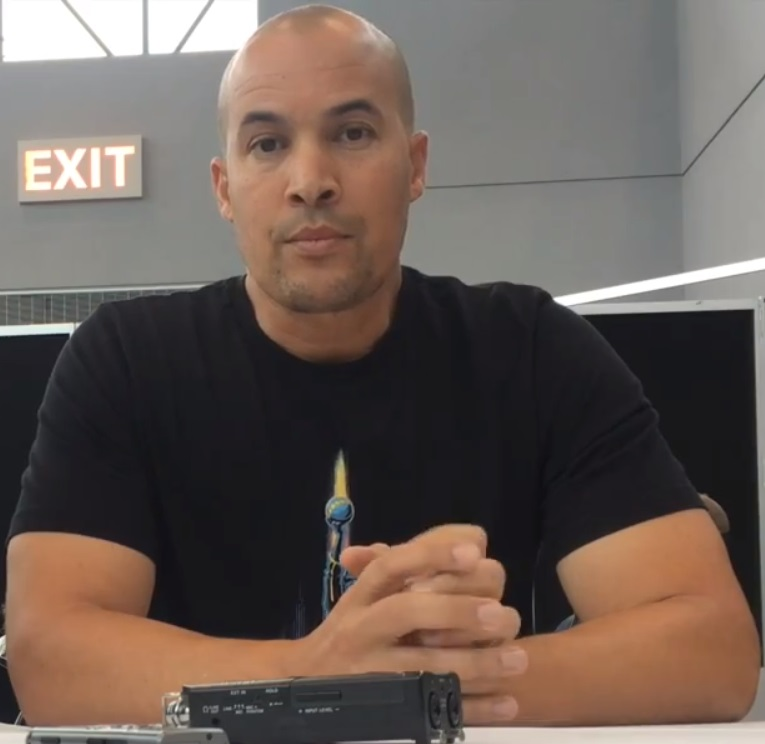
Coby Bell interprète Jace Turner.
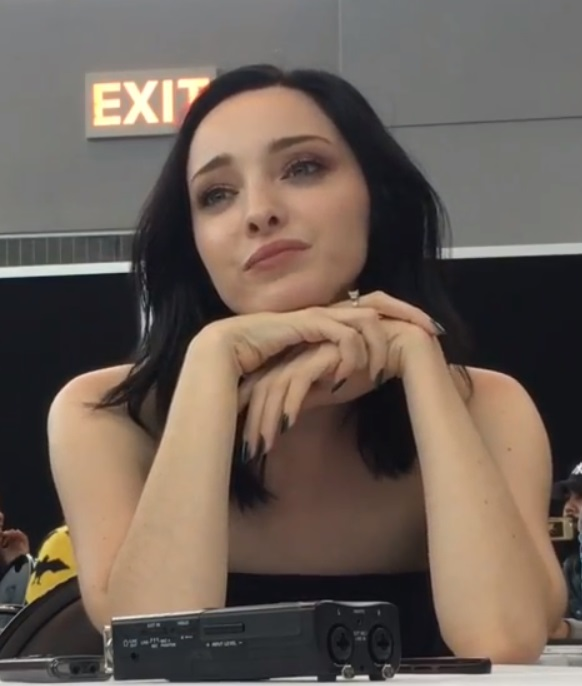
Emma Dumont interprète Lorna Dane / Polaris.
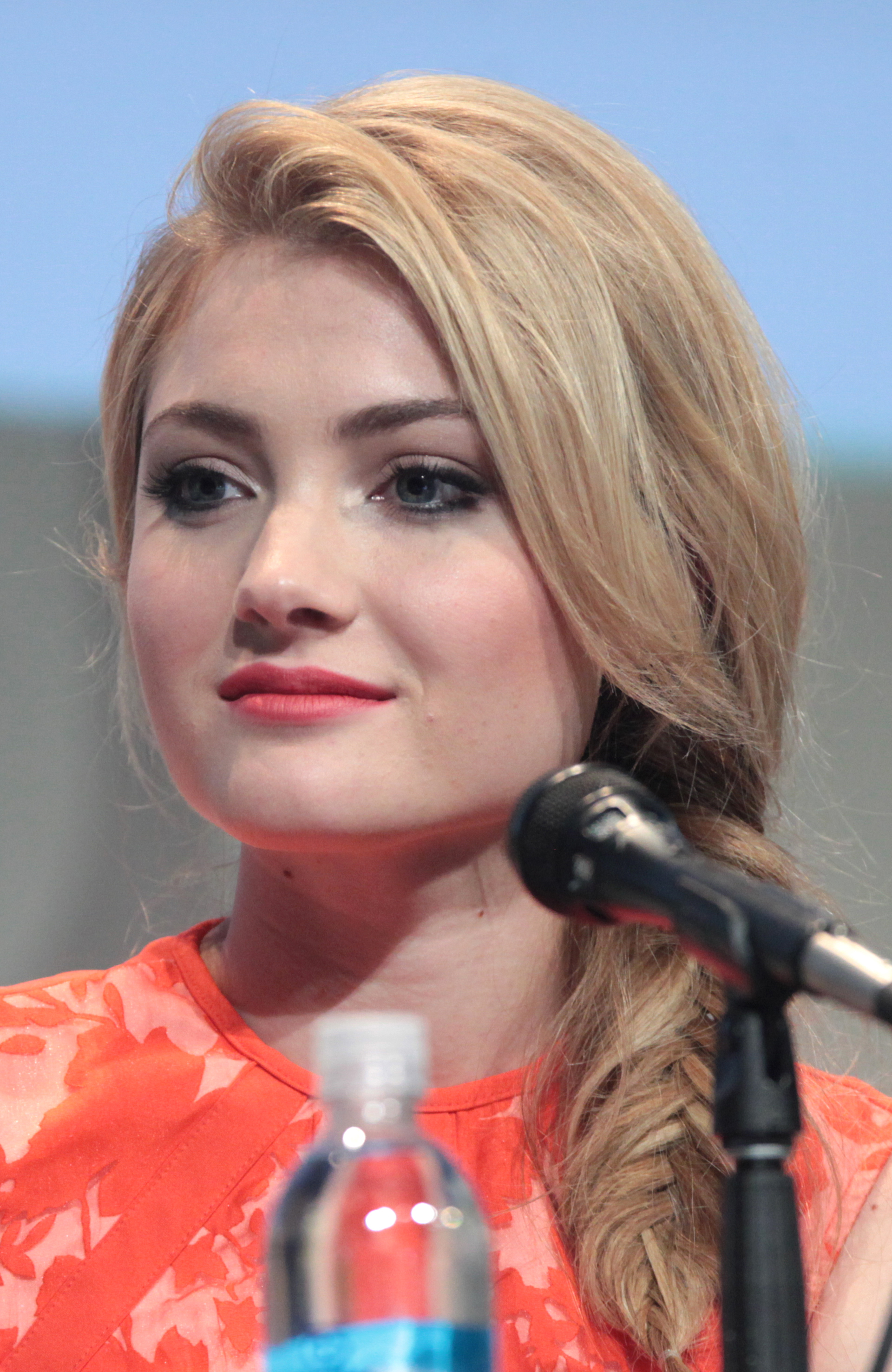
Skyler Samuels interprète Esme / Sophie / Phoebe Frost.
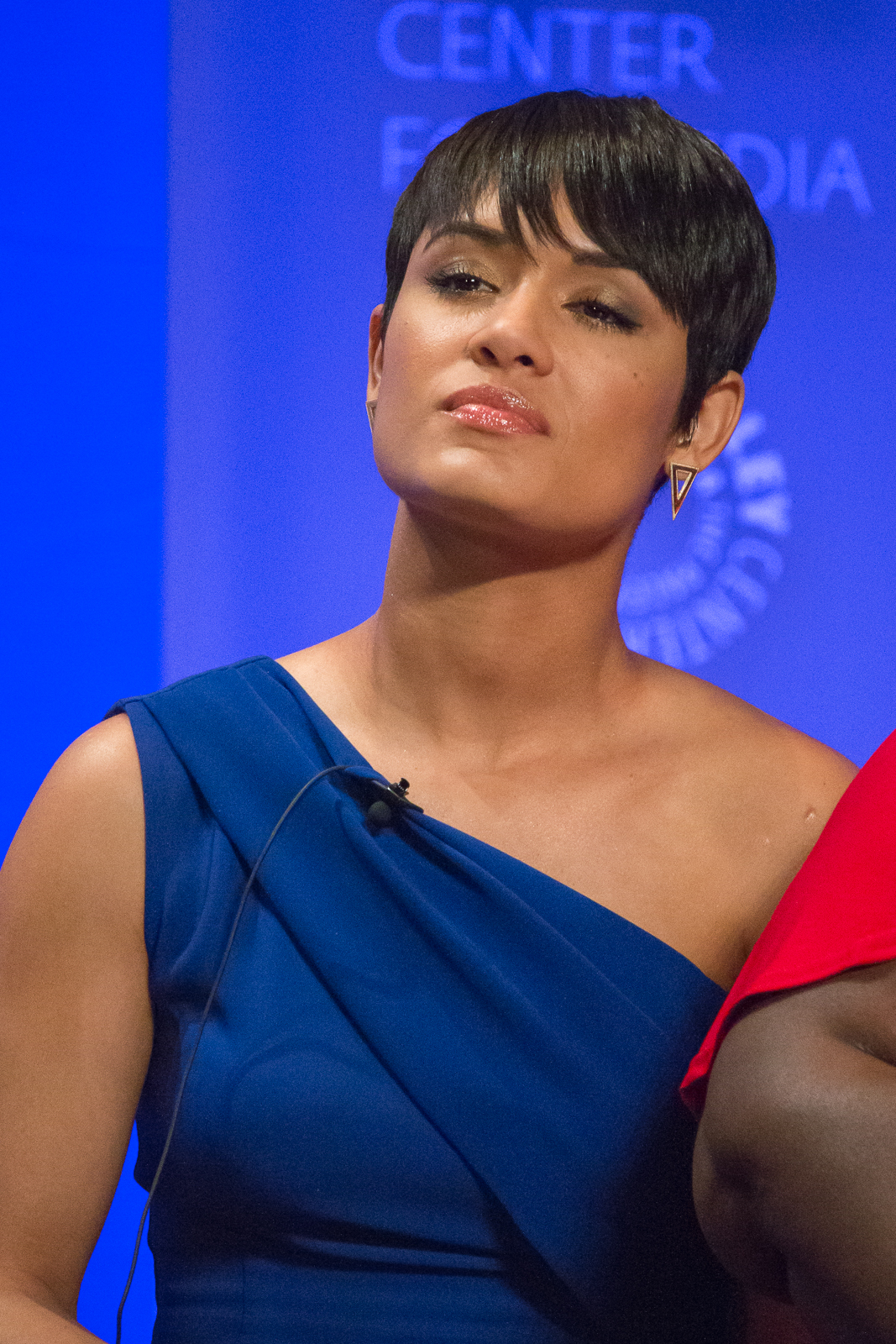
Grace Gealey interprète Reeva Payge.

### Acteurs récurrents
- Jermaine Rivers (en) (VF : Mike Fédée) : Shatter
- Frances Turner (VF : Corinne Wellong) : Paula Turner
- Hayley Lovitt (en) (VF : Caroline Pascal) : Sage
- Danny Ramirez : Wes (saison 1)
- Michael Luwoye (en) : Erg (en) (saison 2)
- Tom O'Keefe : Officier Ted Wilson (saison 2)
- Anjelica Bette Fellini : Rebecca Hoover / Twist (saison 2)
- Elena Satine (VF : Céline Ronté) : Sonya Simonson / Dreamer (saison 1)
- Garret Dillahunt (VF : Vincent Ropion) : Dr Roderick Campbell (saison 1)
- Joe Nemmers (VF : Marc Perez) : Agent Ed Weeks (saison 1)

### Invités
- Stan Lee (caméo, épisode pilote)
- Toks Olagundoye : Carla Jackson
- Sharon Gless (VF : Michelle Bardollet) : Ellen Strucker
- Zach Roerig (VF : Damien Boisseau) : Pulse
- Michelle Veintimilla (en) (VF : Zina Khakhoulia) : Carmen
- Erinn Ruth : Evangeline Whedon (en)
- Peter Gallagher (VF : Guillaume Orsat) : Benedict Ryan
- Kate Burton : Dr Madeline Risman
- Raymond J. Barry (VF : Pierre Dourlens) : Otto Strucker
- Version française
  - Société de doublage : VF Productions[9],[10]
  - Direction artistique : Yann Le Madic[10]
  - Adaptation des dialogues : Yannick Ladroyes et David Ribott[10]

 Source et légende : version française (VF) sur RS Doublage et Doublage Séries Database

### Pouvoirs des principaux mutants
Polaris: magnétisme. La puissance de son pouvoir est néanmoins très lié à ses émotions.
Blink: peut créer des portails pour se téléporter.
Thunderbirth:  Sa mutation est de développé les capacités humaines. Il est donc plus agile, plus rapide, plus endurant et plus résistant qu'un humain normal (cependant, sa résistance étant limitée)... il possède aussi des sens surhumains, ce qui lui permet de pister autrui, mais constitue aussi un handicap.
Eclipse: manipulation de la lumière. Eclipse peut créer un rayon de lumière aveuglante, un rayon de chaleur qui peut servir d'arme. Mais il peut aussi aspirer la lumière autour de lui pour créer un endroit obscur où se cacher.
Lauren Strucker: peut manipuler la matière au niveau moléculaire, Lauren se sert de son pouvoir sous forme de bouclier et de disques coupants faits d'air. Force fenris.
Andy Strucker: capacité de manipuler la matière au niveau moléculaire, Andy se sert de son pouvoir sous forme de télékinésie, Force fenris.
Reed Strucker: Reed avait la capacité de désintégrer la matière par simple contact physique. Reed pouvait aussi projeter l’énergie en la laissant gagner tout son corps. Il découvre tardivement ses pouvoirs, et a tendance à détester ses capacités surhumaines.
Reeva Paige: Reeva peut générer une note aiguë à partir de ses cordes vocales qui affecte directement la neurochimie du cerveau. Son cri sonique est capable de brouiller les ondes cérébrales.
Les sœurs Frost: Les sœurs Frost sont dotées de pouvoirs télépathiques.
Fade: Il peut se rendre invisible aux yeux des hommes mais aussi de la technologie.
Dreamer: Manipulation de l'esprit (en soufflant sur ses victimes).
Sage: Intelligence surhumaine, mémoire binaire (donc illisible par télépathie), stockage d'informations illimitée tel un ordinateur.
Twist: Twist possède la capacité d'inverser ou de tordre la matière physique. Cependant, son pouvoir est très lié à sa personnalité qui est très instable et immature.
Shatter: corps constitué en totalité d'un minéral incassable
Wes:  un mutant qui a le pouvoir de créer des illusions.
Pulse: Mutant possédant la faculté de désactiver les systèmes électroniques et de priver les autres mutants de leurs pouvoirs.
Pedro: Il possède la capacité de projeter la peur et la terreur sur les autres, ce qui les effraie lorsqu'ils se trouvent à proximité.

## Production
En juillet 2016, est annoncé le développement d'une série basée sur l'univers X-Men avec Matt Nix au manettes à destination de la Fox.
En janvier 2017, le réseau Fox commande un pilote avec Bryan Singer à la réalisation.
Le 9 mai 2017, lors des Upfronts 2017, la Fox annonce la commande de la série, sous son titre actuel,.
En juillet 2017, la Fox annonce la date de lancement de la série au 2 octobre 2017.
Le 4 janvier 2018, la série est renouvelée pour une deuxième saison de seize épisodes, prévue pour l'automne 2018.
Le 17 avril 2019, la FOX annule la série après deux saisons.

## Épisodes

### Première saison (2017-2018)
1. gène X mutant (eXposed)
2. le patient X (rX)
3. eXodus (eXodus)
4. recours eXtrême (eXit strategy)
5. coeXistence (boXed in)
6. jeunes eXperts en renfort (got your siX)
7. mesures eXtrêmes (eXtreme measures)
8. menace d'eXtinction (threat of eXtinction)
9. mensonge eXtrême (outfoX)
10. eXploités (eXploited)
11. triple X (3X1)
12. eXtraction
13. fuite in eXtremis (X-roads)

### Deuxième saison (2018-2019)
Elle a été diffusée du 25 septembre 2018 jusqu'au 26 février 2019.
1. éMergence (eMergence)
2. crise faMiliale (unMoored)
3. coMplications (coMplications)
4. Mission à haut risque (outMatched)
5. rivalités entre Mutants (afterMath)
6. l'eMpreinte (iMprint)
7. pas de coMpassion (no Mercy)
8. chiMères (the dreaM)
9. changeMent de règles (gaMe changer)
10. l'enneMi de Mon enneMi (eneMy of My eneMy)
11. le trio Maléfique (meMento)
12. divisions Mutantes (hoMe)
13. retourneMents (teMpted)
14. calaMité (calaMity)
15. Monstres (Monsters)
16. Malheureux présages (oMens)